# Typhulaceae
Typhulaceae là một họ nấm thuộc bộ Agaricales. Họ này gồm 6 chi và 229 loài.